# Liste der Baudenkmäler in Herzebrock-Clarholz
Die Liste der Baudenkmäler in Herzebrock-Clarholz enthält die denkmalgeschützten Bauwerke auf dem Gebiet der Gemeinde Herzebrock-Clarholz im Kreis Gütersloh in Nordrhein-Westfalen (Stand: Januar 2021). Diese Baudenkmäler sind in der Denkmalliste der Gemeinde Herzebrock-Clarholz eingetragen; Grundlage für die Aufnahme ist das Denkmalschutzgesetz Nordrhein-Westfalen (DSchG NRW).

| Bild | Bezeichnung                                           | Lage                                                                                   | Beschreibung                                   | Bauzeit                              | Eingetragen seit               | Denkmal- nummer |
| --- | ----------------------------------------------------- | -------------------------------------------------------------------------------------- | ---------------------------------------------- | ------------------------------------ | ------------------------------ | --------------- |
| weitere Bilder | Schloss Möhler mit Scheunen und Wasserflächen         | Herzebrock Schlossallee 7–9 Karte                                                      |                                                | 1710–1715                            | 28. Dezember 1981              | 1               |
| weitere Bilder | Klostergebäude Herzebrock                             | Herzebrock Klosterstraße 3, 5, 7 Karte                                                 |                                                |                                      | 28. Dezember 1981              | 2               |
| Steinerne Barock-madonna | Steinerne Barock-madonna                              | Herzebrock Klosterstraße 7 / Nische am Gebäude, über Eingang Heimatstube Karte         |                                                |                                      | 28. Dezember 1981              | 3               |
| Steinerne Nepomuk-Statue | Steinerne Nepomuk-Statue                              | Herzebrock Klosterstraße / Ehrenhof Kloster Herzebrock Karte                           |                                                |                                      | 28. Dezember 1981              | 4               |
| weitere Bilder | Klostergebäude Clarholz                               | Clarholz Propsteihof 12 Karte                                                          |                                                |                                      | 28. Dezember 1981              | 5               |
| BW | Kapitelsaal                                           | Clarholz Propsteihof 12 Karte                                                          |                                                |                                      | 28. Dezember 1981              | 5a              |
| BW | Kellnerei                                             | Clarholz Propsteihof 12 Karte                                                          |                                                |                                      | 28. Dezember 1981              | 5b              |
| Vierständer-Hof | Vierständer-Hof                                       | Clarholz Marienfelder Straße 92a Karte                                                 |                                                |                                      | 12. Mai 1982                   | 6               |
| St. Laurentius-Kirche einschl. Kreuz | St. Laurentius-Kirche einschl. Kreuz                  | Clarholz Propsteihof 22 Karte                                                          |                                                |                                      | 18. Mai 1982                   | 7               |
| Pfarrhaus | Pfarrhaus                                             | Clarholz Propsteihof 24 Karte                                                          |                                                |                                      | 18. Mai 1982                   | 8               |
| Schule | Schule                                                | Clarholz Propsteihof 17 Karte                                                          |                                                | 1780                                 | 18. Mai 1982                   | 9               |
| weitere Bilder | St. Christina-Kirche                                  | Herzebrock Am Kirchplatz 2 Karte                                                       |                                                |                                      | 18. Mai 1982                   | 10              |
| Pfarrhaus | Pfarrhaus                                             | Herzebrock Klosterstraße 6 Karte                                                       |                                                |                                      | 18. Mai 1982                   | 11              |
| Kreuzigungsgruppe mit Gabelkreuz | Kreuzigungsgruppe mit Gabelkreuz                      | Herzebrock Kirchplatz / Rasenfläche Karte                                              |                                                |                                      | 18. Mai 1982                   | 12              |
| Fachwerkhaus | Fachwerkhaus                                          | Herzebrock Am Kirchplatz 18 Karte                                                      |                                                |                                      | 23. Juni 1982                  | 13              |
| Torfahrthaus | Torfahrthaus                                          | Herzebrock Am Kirchplatz 10 Karte                                                      |                                                |                                      | 23. Juni 1982                  | 14              |
| BW | Hofkreuz                                              | Clarholz Marienfelder Straße 127 Karte                                                 |                                                |                                      | 23. Juni 1982                  | 15              |
| Fachwerkhaus | Fachwerkhaus                                          | Herzebrock Am Kirchplatz 13 Karte                                                      |                                                |                                      | 2. September 1982              | 17              |
| Fachwerkhaus | Fachwerkhaus                                          | Clarholz Propsteihof 15 Karte                                                          |                                                |                                      | 29. Dezember 1982              | 18              |
| Nepomuk-Statue | Nepomuk-Statue                                        | Herzebrock Kapellenstraße (an der Axtbachbrücke) Karte                                 |                                                |                                      | 18. Februar 1983               | 19              |
| weitere Bilder | Kapelle                                               | Herzebrock Weißes Venn 22 (neben Alten- und Pflegeheim) Karte                          |                                                | 1661                                 | 1. Juni 1983                   | 20              |
| weitere Bilder | St. Ludgerus-Kapelle                                  | Herzebrock Kapellenstraße 17 Karte                                                     |                                                | 1853                                 | 23. November 1983              | 21              |
| BW | Fachwerk-Kötterhaus                                   | Herzebrock Tecklenburger Weg 38 Karte                                                  |                                                |                                      | 23. November 1983              | 22              |
| Caspar Ritter von Zumbusch-Geburtshaus | Caspar Ritter von Zumbusch-Geburtshaus                | Herzebrock Clarholzer Straße 45 Karte                                                  |                                                |                                      | 30. April 1984                 | 23              |
| Vierständerhaus | Vierständerhaus                                       | Clarholz Feldbusch 8a Karte                                                            |                                                |                                      | 6. Juli 1984                   | 24              |
| Hofkapelle | Hofkapelle                                            | Clarholz Dieksheide 2 Karte                                                            |                                                |                                      | 31. Oktober 1984               | 25              |
| Hofkapelle | Hofkapelle                                            | Clarholz Letter Straße 34 Karte                                                        |                                                |                                      | 31. Oktober 1984               | 26              |
| Hofkapelle | Hofkapelle                                            | Clarholz Sundernkämpe 8 Karte                                                          |                                                |                                      | 31. Oktober 1984               | 27              |
| Hofkreuz | Hofkreuz                                              | Clarholz Heideweg 1 Karte                                                              |                                                | 1853                                 | 31. Oktober 1984               | 28              |
| Hofkapelle | Hofkapelle                                            | Clarholz Landhorst 8 Karte                                                             |                                                | 1861                                 | 31. Oktober 1984               | 29              |
| weitere Bilder | Hofkapelle                                            | Clarholz Landhorst 4 Karte                                                             |                                                | 1906                                 | 31. Oktober 1984               | 30 Wikidata     |
| Hofkapelle | Hofkapelle                                            | Clarholz In den Gründen 14 Karte                                                       |                                                | bez. 1907                            | 31. Oktober 1984               | 31              |
| Hofkapelle | Hofkapelle                                            | Clarholz In den Gründen 19 Karte                                                       |                                                | bez. 1898                            | 31. Oktober 1984               | 32              |
| [[Vorlage:Bilderwunsch/code!/C:51.88676,8.21006!/D:Hofkapelle, Ründerholz 14 In der Axtbachaue 3!/\|BW]]                                       | Hofkapelle                                            | Herzebrock Ründerholz 14 In der Axtbachaue 3 Karte                                     |                                                | bez. 1898                            | 31. Oktober 1984               | 33              |
| Hofkreuz | Hofkreuz                                              | Clarholz Langemersch/Samtholzstraße Karte                                              |                                                | ca. 1900/10                          | 31. Oktober 1984               | 34              |
| Hofkreuz | Hofkreuz                                              | Clarholz Langemersch 2 Karte                                                           |                                                |                                      | 31. Oktober 1984               | 35              |
| Bildstock mit Madonna | Bildstock mit Madonna                                 | Herzebrock Klosterstraße / Nähe Bäckerei Möllenbrock Karte                             |                                                |                                      | 31. Oktober 1984               | 36              |
| BW | Hofkapelle                                            | Herzebrock Herlagenweg 4 Karte                                                         |                                                |                                      | 31. Oktober 1984               | 37              |
| Hofkapelle | Hofkapelle                                            | Herzebrock Dieselstraße 34 Karte                                                       | Errichtet von Carl Miele vor seinem Elternhaus | 1888                                 | 31. Oktober 1984               | 38              |
| Hofkapelle | Hofkapelle                                            | Herzebrock Storksweg 3 Karte                                                           |                                                |                                      | 31. Oktober 1984               | 39              |
| BW | Hofkreuz                                              | Herzebrock Quenhorner Straße 17 Karte                                                  |                                                |                                      | 31. Oktober 1984               | 40              |
| Hofkreuz | Hofkreuz                                              | Herzebrock Quenhorner Straße 35 Karte                                                  |                                                |                                      | 31. Oktober 1984               | 41              |
| Hofkreuz | Hofkreuz                                              | Herzebrock Groppeler Straße 56 Karte                                                   |                                                |                                      | 31. Oktober 1984               | 42              |
| [[Vorlage:Bilderwunsch/code!/C:51.8852794,8.2454116!/D:Hofkreuz, Betonsockel: Groppeler Str. 34; Korpus: Klosterstraße 7 (Heimatstube)!/\|BW]] | Hofkreuz                                              | Herzebrock Betonsockel: Groppeler Str. 34; Korpus: Klosterstraße 7 (Heimatstube) Karte |                                                |                                      | 31. Oktober 1984               | 43              |
| BW | Hofkreuz                                              | Herzebrock Kuhlmannstraße 3 Karte                                                      |                                                |                                      | 31. Oktober 1984               | 44              |
| Hofkapelle | Hofkapelle                                            | Herzebrock Langenfeld 1 Karte                                                          |                                                | 1880                                 | 31. Oktober 1984               | 45              |
| Hofkreuz | Hofkreuz                                              | Herzebrock Pixeler Straße 26 Karte                                                     |                                                |                                      | 31. Oktober 1984               | 46              |
| Heiligenhäuschen | Heiligenhäuschen                                      | Herzebrock Gütersloher Straße 116 Karte                                                |                                                |                                      | 31. Oktober 1984               | 47              |
| [[Vorlage:Bilderwunsch/code!/C:51.88355,8.21395!/D:Hofkreuz, Ründerholz 12 Carl-Miele-Straße 50!/\|BW]]                                        | Hofkreuz                                              | Herzebrock Ründerholz 12 Carl-Miele-Straße 50 Karte                                    |                                                | um 1925                              | 31. Oktober 1984               | 48              |
| Hofkreuz | Hofkreuz                                              | Herzebrock Groppeler Straße 51 Karte                                                   |                                                |                                      | 31. Oktober 1984               | 49              |
| Hochkreuz | Hochkreuz                                             | Herzebrock Kapellenstraße 17 (vor der Kapelle) Karte                                   |                                                |                                      | 31. Oktober 1984               | 50              |
| BW | Wegkapelle                                            | Herzebrock Quenhorner Straße 14/18 Karte                                               |                                                |                                      | 31. Oktober 1984               | 51              |
| Bildstock | Bildstock                                             | Herzebrock Heideweg 1 Karte                                                            |                                                | 1919                                 | 31. Oktober 1984               | 52              |
| BW | Hochkreuz                                             | Herzebrock Lindenstraße 34 / Kreuzstraße Karte                                         |                                                |                                      | 13. Februar 1985               | 53              |
| Gasthaus und Speicher | Gasthaus und Speicher                                 | Herzebrock Am Kirchplatz 3 Karte                                                       |                                                | Gasthaus 1810/1861, Speicher um 1900 | 8. Mai 1985                    | 54              |
| Vierständerhaus | Vierständerhaus                                       | Herzebrock Schomäckerstraße 23 Karte                                                   |                                                |                                      | 7. November 1985               | 55              |
| Fachwerk-Kötterhaus | Fachwerk-Kötterhaus                                   | Herzebrock Groppeler Straße 35 Karte                                                   |                                                |                                      | 27. Februar 1986               | 56              |
| BW | Bildstock                                             | Clarholz Bildstock: Greffener Str. 30; Korpus: Propsteihof 10a (Zehntscheune) Karte    |                                                | bez. 1855                            | 25. Juni 1986                  | 57              |
| Hofkreuz | Hofkreuz                                              | Herzebrock Kuhlmannstraße / Kohlheide Karte                                            |                                                | bez. 1864                            | 9. September 1986              | 58              |
| BW | Fachwerk-Kötterhaus                                   | Herzebrock Groppeler Straße 13 Karte                                                   |                                                | bez. 1892                            | 14. Oktober 1986               | 59              |
| Hofkapelle | Hofkapelle                                            | Herzebrock Sprockenbrink 17 Karte                                                      |                                                | bez. 1875                            | 3. November 1986               | 61              |
| BW | Vierständer-Hofhaus, Backhaus, Remise                 | Clarholz Sundernstraße 6 Karte                                                         |                                                |                                      | 13. November 1986              | 62              |
| BW | Hofhaus                                               | Clarholz Hemfelder Straße 4 Karte                                                      |                                                | 1868                                 | 1. Dezember 1986               | 63              |
| Hofkapelle | Hofkapelle                                            | Herzebrock Ründerholz 2 Karte                                                          |                                                | bez. 1878                            | 18. Dezember 1986              | 64              |
| Hofkapelle | Hofkapelle                                            | Herzebrock Brocker Straße 48 Karte                                                     |                                                | bez. 1907                            | 18. Dezember 1986              | 65              |
| weitere Bilder | Hofkapelle                                            | Herzebrock Weißes Venn 121 Karte                                                       |                                                | bez. 1863                            | 18. Dezember 1986              | 66 Wikidata     |
| BW | Hofkreuz                                              | Herzebrock Tecklenburger Weg 28 Karte                                                  |                                                |                                      | 18. Dezember 1986              | 67              |
| Gartenmauer mit Torbogen | Gartenmauer mit Torbogen                              | Herzebrock Klosterstraße / Zugang Klostergarten Karte                                  |                                                |                                      | 18. Dezember 1986              | 68              |
| BW | Giebelfassade                                         | Herzebrock Clarholzer Straße 7 Karte                                                   |                                                |                                      | 18. Dezember 1986              | 69              |
| Ackerbürgerhaus | Ackerbürgerhaus                                       | Herzebrock Kapellenstraße 37 Karte                                                     |                                                | 1852                                 | 18. Dezember 1986              | 70              |
| BW | Vierständer-Hofhaus                                   | Clarholz In den Gründen 9 Karte                                                        |                                                | bez. 1711                            | 20. Januar 1987                | 71              |
| Hofkreuz | Hofkreuz                                              | Clarholz Am Pferdekamp 5 Karte                                                         |                                                | bez. 1899                            | 16. Februar 1987               | 72              |
| Hofkreuz | Hofkreuz                                              | Clarholz Greffener Straße / Marienfelder Straße Karte                                  |                                                | um 1920                              | 16. Februar 1987               | 73              |
| Hofkreuz | Hofkreuz                                              | Clarholz Sprockenbrink 4 Karte                                                         |                                                | bez. 1920                            | 16. Februar 1987               | 74              |
| BW | Hofkreuz                                              | Clarholz Harsewinkeler Straße 10 Karte                                                 |                                                | um 1880                              | 16. Februar 1987               | 75              |
| Hofkreuz | Hofkreuz                                              | Clarholz Marienfelder Straße 107 Karte                                                 |                                                | 2. Hälfte 19. Jh.                    | 16. Februar 1987               | 76              |
| Hofkapelle | Hofkapelle                                            | Clarholz Marienfelder Straße 92 Karte                                                  |                                                | um 1900                              | 16. Februar 1987               | 77              |
| BW | Hofkreuz                                              | Clarholz Am Pferdekamp 1 Karte                                                         |                                                | bez. 1899                            | 16. Februar 1987               | 78              |
| BW | Hofkapelle                                            | Clarholz Greffener Straße 25 Karte                                                     |                                                | bez. 1901                            | 16. Februar 1987               | 79              |
| Torpfeiler zum Wirtschaftshof | Torpfeiler zum Wirtschaftshof                         | Clarholz Propsteihof Clarholz Karte                                                    |                                                | bez. 1726                            | 16. Februar 1987               | 81              |
| Torpfeiler zum Propsteivorplatz | Torpfeiler zum Propsteivorplatz                       | Clarholz Propsteihof Clarholz Karte                                                    |                                                | Anfang des 18. Jh.                   | 16. Februar 1987               | 82              |
| BW | Hofkreuz                                              | Clarholz Eusterbrockstraße 1 Karte                                                     |                                                | um 1900                              | 16. Februar 1987               | 83              |
| BW | Hofanlage                                             | Clarholz Eusterbrockstraße 1 Karte                                                     |                                                |                                      | 16. Februar 1987               | 84              |
| BW | Hofanlage                                             | Clarholz Oelkerort 2 Karte                                                             |                                                |                                      | 16. Februar 1987               | 85              |
| Hofanlage | Hofanlage                                             | Clarholz Letter Straße 28 Karte                                                        |                                                |                                      | 16. Februar 1987               | 86              |
| Maschinenmühle | Maschinenmühle                                        | Clarholz Letter Straße 28 Karte                                                        |                                                | bez. 1933                            | 16. Februar 1987               | 87              |
| Wassermühle | Wassermühle                                           | Clarholz Letter Straße 28 Karte                                                        |                                                | im Kern 18. Jahrhundert              | 16. Februar 1987               | 88              |
| Doppelseitiger Bildstock | Doppelseitiger Bildstock                              | Clarholz Letter Straße 28 Karte                                                        |                                                | 1762                                 | 16. Februar 1987               | 89              |
| Kriegerehrenmal WK 1 und WK 2 | Kriegerehrenmal WK 1 und WK 2                         | Herzebrock Duda-/Uthof-/Bahnhofstraße Karte                                            |                                                |                                      | 16. Februar 1987               | 90              |
| Sandstein-Torpfeiler | Sandstein-Torpfeiler                                  | Herzebrock Klosterstraße / Nähe Bäckerei Möllenbrock Karte                             |                                                | ca. Anfang des 18. Jahrhunderts      | 16. Februar 1987               | 91              |
| Klostermauer mit Torbogen/Wappenstein | Klostermauer mit Torbogen/Wappenstein                 | Herzebrock Am Kirchplatz / Gütersloher Straße Karte                                    |                                                |                                      | 2. März 1987                   | 92              |
| Grabplatte | Grabplatte                                            | Herzebrock Am Kirchplatz 2 (Südseite des Chores der Pfarrkirche St. Christina) Karte   |                                                |                                      | 2. März 1987                   | 93              |
| Grabplatte | Grabplatte                                            | Herzebrock Am Kirchplatz 2 (Nordseite Pfarrheim) Karte                                 |                                                |                                      | 1. April 1987                  | 94              |
| Ehem. Zehntscheune | Ehem. Zehntscheune                                    | Clarholz Propsteihof 10a Karte                                                         |                                                |                                      | 3. April 1987                  | 95              |
| Ackerbürgerhaus | Ackerbürgerhaus                                       | Herzebrock Weißes Venn 18 Karte                                                        |                                                |                                      | 2. Juni 1987                   | 96              |
| BW | Fachwerkhaus                                          | Clarholz Sundernkämpe 4 Karte                                                          |                                                |                                      | 16. November 1987              | 98              |
| Wohn- und Verwaltungsgebäude (ehem. Brennerei Samson)                                                                                          | Wohn- und Verwaltungsgebäude (ehem. Brennerei Samson) | Clarholz An der dicken Linde 3 Karte                                                   |                                                |                                      | 2. Dezember 1987               | 99              |
| Speicher, eingeschossig | Speicher, eingeschossig                               | Clarholz An der dicken Linde 5 Karte                                                   |                                                |                                      | 2. Dezember 1987               | 100             |
| Speicher, zweigeschossig | Speicher, zweigeschossig                              | Clarholz An der dicken Linde 1 Karte                                                   |                                                |                                      | 2. Dezember 1987               | 101             |
| Äußeres des Hofgebäudes | Äußeres des Hofgebäudes                               | Herzebrock Möhlerstraße 77 Karte                                                       |                                                |                                      | 26. Januar 1988                | 102             |
| Teil der ehem. Wirtschaftsgebäude (Marställe)                                                                                                  | Teil der ehem. Wirtschaftsgebäude (Marställe)         | Clarholz Propsteihof 6 Karte                                                           |                                                |                                      | 5. April 1988                  | 103             |
| Teil der ehem. Wirtschaftsgebäude (Marställe)                                                                                                  | Teil der ehem. Wirtschaftsgebäude (Marställe)         | Clarholz Propsteihof 8 Karte                                                           |                                                |                                      | 5. April 1988                  | 104             |
| Teil der ehem. Wirtschaftsgebäude | Teil der ehem. Wirtschaftsgebäude                     | Clarholz Propsteihof 10 Karte                                                          |                                                |                                      | 9. Mai 1988                    | 105             |
| Teil der ehem. Wirtschaftsgebäude (Marställe)                                                                                                  | Teil der ehem. Wirtschaftsgebäude (Marställe)         | Clarholz Propsteihof 14 Karte                                                          |                                                |                                      | 5. April 1988                  | 106             |
| Teil der ehem. Wirtschaftsgebäude (Marställe)                                                                                                  | Teil der ehem. Wirtschaftsgebäude (Marställe)         | Clarholz Propsteihof 16 Karte                                                          |                                                |                                      | 5. April 1988                  | 107             |
| Teil der ehem. Wirtschaftsgebäude (Marställe)                                                                                                  | Teil der ehem. Wirtschaftsgebäude (Marställe)         | Clarholz Propsteihof 18 Karte                                                          |                                                |                                      | 5. April 1988                  | 108             |
| Teil der ehem. Wirtschaftsgebäude (Marställe)                                                                                                  | Teil der ehem. Wirtschaftsgebäude (Marställe)         | Clarholz Propsteihof 20 Karte                                                          |                                                |                                      | 5. April 1988                  | 109             |
| Traufenhaus um 1860/70 | Traufenhaus um 1860/70                                | Herzebrock Am Kirchplatz 19 Karte                                                      |                                                | um 1860/70                           | 30. Juli 1988                  | 110             |
| Traufenhaus, 18. Jh. | Traufenhaus, 18. Jh.                                  | Herzebrock Am Kirchplatz 15 Karte                                                      |                                                |                                      | 30. Juli 1988                  | 111             |
| Hofkapelle, ca. Mitte des 19. Jhdts. | Hofkapelle, ca. Mitte des 19. Jhdts.                  | Clarholz Harsewinkeler Straße 14 Karte                                                 |                                                |                                      | 12. August 1988                | 112             |
| BW | Hofhaus                                               | Clarholz Marienfelder Straße 102 Karte                                                 |                                                |                                      | 12. August 1988                | 113             |
| BW | Hofhaus und Schafstall                                | Herzebrock Gütersloher Straße 53 Karte                                                 |                                                |                                      | 30. Juni 1988                  | 114             |
| BW | Hofhaus und Hofkreuz                                  | Clarholz Marienfelder Straße 114 Karte                                                 |                                                |                                      | 5. Oktober 1988                | 115             |
| BW | Hofanlage mit Alleezufahrt                            | Clarholz Eusterbrockstraße 7 Karte                                                     |                                                |                                      | 6. Oktober 1988                | 116             |
| Hofhaus | Hofhaus                                               | Clarholz Greffener Straße 56 Karte                                                     |                                                |                                      | 5. Oktober 1988                | 117             |
| Dielenhaus | Dielenhaus                                            | Herzebrock Clarholzer Straße 47 Karte                                                  |                                                |                                      | 7. März 1989                   | 118             |
| Bröckelmanns Kreuz | Bröckelmanns Kreuz                                    | Herzebrock Wachfuß/Putz Karte                                                          |                                                |                                      | 14. November 1990              | 119             |
| Zweiständergerüst einschl. Dachkörper | Zweiständergerüst einschl. Dachkörper                 | Clarholz Marienfelder Straße 109 Karte                                                 |                                                |                                      | 11. August 1998                | 120             |
| Scheunengebäude mit Deelentor | Scheunengebäude mit Deelentor                         | Herzebrock Am Kirchplatz 2c Karte                                                      |                                                |                                      | 8. Mai 1985 / 17. Februar 2000 | 121             |
| Alte Genossenschaft | Alte Genossenschaft                                   | Herzebrock Am Kirchplatz 4 Karte                                                       |                                                |                                      | 8. Mai 1985 / 17. Februar 2001 | 122             |
| | Wohn-, Wirtschaftshaus                                | Gütersloher Straße 118                                                                 |                                                |                                      |                                | 123             |
| Hofkreuz | Hofkreuz                                              | Letter Straße 39 Karte                                                                 |                                                |                                      |                                | 124             |
| | Vierständerhaus                                       | Postweg 78                                                                             |                                                |                                      |                                | 125             |
| BW | Schafstall                                            | Herzebrock Mühlenfeld 8 Karte                                                          |                                                |                                      | 11.09.2017                     | 126             |
| BW | Speicher                                              | Herzebrock Gütersloher Straße 118 Karte                                                |                                                | bez. 1587                            | 19.02.2020                     | 127             |